# Türkan Şoray
Türkân Şoray (28 de juny de 1945) és una actriu, cantant, guionista i directora de cinema turca. Türkân Şoray ha protagonitzat el major nombre de pel·lícules com a actriu en tota la història, ja que apareix acreditada en 222 pel·lícules. És considerada una de les quatre actrius més importants del cinema turc, i és la icona de l'edat d'or en la cinematografia turca.

## Biografia
Türkân Şoray va néixer a Eyüp, Istanbul, Turquia, i va ser la primogènita en una família de funcionaris del govern. Té també dues germanes. El seu pare, Halit Şoray, va morir jove. Amb el suport de la seva mare, Meliha Şoray (1927-1984), Türkân va decidir ingressar al món de l'actuació i va protagonitzar la seva primera pel·lícula en la dècada de 1960.
Türkân ha tingut dues relacions públiques en el transcurs de la seva carrera. Va tenir una relació intermitent amb Rüçhan Adlı (1923-1995), ex vicepresident del club de futbol Galatasaray, del qual finalment es va separar, després que contínuament li instés que se separés de la seva esposa però no accedís, però va romandre al seu costat a l'hospital, i va passar els seus últims dies amb ell quan es trobava al seu llit de mort en 1995. Türkân es va casar amb l'actor de teatre Cihan Ünal en 1983, i va tenir una filla amb ell abans de divorciar-se el 1987. El 2017, va ser operada d'un tumor a l'Hospital d'Acıbadem Fulya, l'operació del qual va sortir amb èxit.

## Carrera

### Debut
Va fer el seu debut al cinema en 1960 amb 15 anys amb la pel·lícula Aşk Rüzgârı (El vent de l'amor). Després de l'èxit de la pel·lícula, Türkân va començar a ser aconsellada pel guionista, director de cinema i productor de cinema turc Türker İnanoğlu. Més tard va ser el propi İnanoğlu, qui en el mateix any, acomiadaria a l'amiga pròxima de Türkân, Emel Yildiz, per donar-li al seu nou prodigi el paper principal en la pròxima pel·lícula de l'estudi, Köyde Bir Kız Sevdim (Enamorar-se d'una noia al poble).

### Primera etapa
Durant els següents cinc anys, Şoray va aparèixer en més de seixanta pel·lícules. Després del seu triomf en 1965, va ser nomenada com una de les quatre actrius principals de Turquia. Durant la resta de la dècada de 1960 va protagonitzar unes altres 48 pel·lícules, convertint-la en una de les artistes femenines més reeixides de Turquia en la història del cinema turc, i havia actuat en més de 100 pel·lícules en deu anys. Aquest èxit seria relativament de curta durada, ja que el mercat cinematogràfic va canviar durant els anys setanta i vuitanta.

### Segona etapa
En anys posteriors, l'actriu va continuar treballant amb directors de renom. Un d'ells va ser Atıf Yılmaz, amb qui treballaria tant en comèdia com en drama. En la dècada de 1970 també va actuar en pel·lícules amb un tema més realista. També va dirigir quatre pel·lícules en aquests anys. Les seves pel·lícules més aplaudides en la dècada de 1970 van ser Selvi Boylum Al Yazmalım, Hazal, Sultan, Dönüş i Baraj. En aquestes pel·lícules, l'acompanyava en la seva majoria el famós actor turc Kadir İnanır.

## Premis
Türkân Şoray va guanyar el seu primer premi de molts quan va rebre el premi a la millor actriu en el Festival Internacional de Cinema d'Antalya per la pel·lícula Acı Hayat (Vida amarga).
A la fi de la dècada de 1960, va ser nomenada una de les quatre actrius més importants del cinema turc. Va ser molt aplaudida per les seves eleccions en cinema i la seva capacitat per a actuar en una àmplia varietat de papers. Va protagonitzar Vesikalı Yarim (La meva llicència d'amor) per la qual va rebre el Premi a la Millor Actriu per segona vegada al Festival de Cinema d'Antalya.
En la dècada de 1980, va començar a retratar dones amb problemes d'identitat femenina; Mini, Rumuz Goncagül, En Kadın (Deu Dones), entre d'altres. Va obtenir el seu tercer Premi a la Millor Actriu del Festival de Cinema d'Antalya de 1987 amb la pel·lícula Hayallerim, Aşkım ve Sen (Els meus somnis, el meu amor i vostè), en el qual retrata a tres dones diferents, cadascuna de les quals és una faceta de Türkân Şoray. També és membre de l'Eurasian Academy des de 2016.
Una selecció no exhaustiva dels seus premis són:

### Festival Internacional de Cinema d'Antalya
| Any  | Categoria                | Receptor     | Resultat  |
| ---- | ------------------------ | ------------ | --------- |
| 1964 | Premi a la millor actriu | Türkan Şoray | Guanyador |
| 1968 | Premi a la millor actriu | Türkan Şoray | Guanyador |
| 1987 | Premi a la millor actriu | Türkan Şoray | Guanyador |
| 1994 | Premi a la millor actriu | Türkan Şoray | Guanyador |
| 1996 | Premi a la carrera       | Türkan Şoray | Guanyador |

### Festival Internacional de Cinema de Moscou
| Any  | Categoria            | Receptor | Resultat  |
| ---- | -------------------- | -------- | --------- |
| 1973 | Gran premi del jurat | Dönüş    | Guanyador |

### Festival de Cinema de Taixkent
| Any  | Categoria                | Receptor     | Resultat  |
| ---- | ------------------------ | ------------ | --------- |
| 1978 | Premi a la millor actriu | Türkan Şoray | Guanyador |

### Festival de Cinema de Bastia
| Any  | Categoria                | Receptor     | Resultat  |
| ---- | ------------------------ | ------------ | --------- |
| 1992 | Premi a la millor actriu | Türkan Şoray | Guanyador |

### Festival Internacional de Cinema d'Istanbul
| Any  | Categoria                | Receptor     | Resultat  |
| ---- | ------------------------ | ------------ | --------- |
| 1996 | Premi de Cinema Honorari | Türkan Şoray | Guanyador |

### Festa del Cinema di Roma
| Any  | Categoria      | Receptor     | Resultat  |
| ---- | -------------- | ------------ | --------- |
| 1978 | Premi Honorari | Türkan Şoray | Guanyador |

## Filmografia

### Com a actriu
| Any  | Pel·lícula                          | Paper                  | Notes                    |
| ---- | ----------------------------------- | ---------------------- | ------------------------ |
| 1960 | Aşk Rüzgârı                         | Nil                    |                          |
| 1960 | Güzeller Resmi Geçidi               | Ayşe                   |                          |
| 1960 | Köyde Bir Kız Sevdim                |                        |                          |
| 1961 | Otobüs Yolcuları                    | Nevin                  |                          |
| 1961 | Melekler Şahidimdir                 |                        |                          |
| 1961 | Siyah Melek (Zincirler Kırılırken)  | Nesrin                 |                          |
| 1961 | Hatırla Sevgilim                    |                        |                          |
| 1961 | Utanmaz Adam                        | Sevim                  |                          |
| 1961 | Sevimli Haydut                      |                        | Emine                    |
| 1961 | Kaderin Önüne Geçilmez              |                        |                          |
| 1961 | Gönülden Gönüle                     |                        | Nazan                    |
| 1961 | Dikenli Gül                         |                        |                          |
| 1961 | Aşk Ve Yumruk                       |                        |                          |
| 1961 | Afacan                              |                        |                          |
| 1961 | Kardeş Uğruna                       |                        |                          |
| 1962 | Biz de Arkadaş mıyız?               |                        |                          |
| 1962 | Acı Hayat                           | Nermin                 |                          |
| 1962 | Lekeli Kadın                        |                        | Türkan                   |
| 1962 | Billur Köşk                         |                        |                          |
| 1962 | Bir Haydut Sevdim                   |                        |                          |
| 1962 | Bardaktaki Adam                     |                        |                          |
| 1962 | Aşk Yarışı                          | Zeynep                 |                          |
| 1962 | Zorlu Damatl                        | Gönül                  |                          |
| 1962 | Allah Seviniz Dedi                  |                        |                          |
| 1962 | Kırmızı Karanfiller                 |                        |                          |
| 1962 | Dikmen Yıldızı                      |                        |                          |
| 1962 | Ümitler Kırılınca                   | Oya                    |                          |
| 1962 | Ne Şeker Şey                        | Canan, Jale            |                          |
| 1963 | Adanalı Tayfur                      |                        |                          |
| 1963 | Köroğlu (Dağlar Kralı)              | Türkan Sultan          |                          |
| 1963 | Beni Osman Öldürdü                  | Türkan                 |                          |
| 1963 | Acı Aşk                             |                        |                          |
| 1963 | Çapkın Kız                          | Suna                   |                          |
| 1963 | Küçük Beyin Kısmeti                 | Pervin                 |                          |
| 1963 | Sayın Bayan                         | Türkan Bayraktar       |                          |
| 1963 | İki Kocalı Kadın                    | Sibel                  |                          |
| 1963 | Çalınan Aşk                         | Aysel, Günsel          |                          |
| 1963 | Bütün Suçumuz Sevmek                |                        |                          |
| 1963 | Badem Şekeri                        | Güner Pirinçeken       |                          |
| 1963 | Genç Kızlar                         | Behlül, Eylül Servan   |                          |
| 1963 | Ayşecik Canımın İçi                 | Elif                   |                          |
| 1964 | Adanalı Tayfur Kardeşler            | Türkan                 |                          |
| 1964 | Dağların Aslanı                     |                        |                          |
| 1964 | Mualla                              |                        |                          |
| 1964 | Fıstık Gibi Maşallah                | Gülten                 |                          |
| 1964 | Kızgın Delikanlı                    | Avukat Sevil           |                          |
| 1964 | Anasının Kuzusu                     | Türkan                 |                          |
| 1964 | Macera Kadını                       |                        |                          |
| 1964 | Kader Kapıyı Çaldı                  | Leyla                  |                          |
| 1964 | Gözleri Ömre Bedel                  | Leyla                  |                          |
| 1964 | Gençlik Rüzgarı                     | Fatma Nur Erden        |                          |
| 1964 | Bücür                               |                        |                          |
| 1964 | Yılların Ardından                   |                        |                          |
| 1964 | Bomba Gibi Kız                      | Leyla                  |                          |
| 1964 | Öksüz Kız                           |                        |                          |
| 1965 | The Bread Seller Woman              | Ayşe, Zehra, Leyla     |                          |
| 1965 | Elveda Sevgilim                     | Türkan Kadiroğlu       |                          |
| 1965 | Seven Kadın Unutmaz                 | Türkan                 |                          |
| 1965 | Komşunun Tavuğu                     | Türkan                 |                          |
| 1965 | Sürtük                              | Naciye                 |                          |
| 1965 | Siyah Gözler                        | Türkan                 |                          |
| 1965 | Hayatımın Kadını                    |                        |                          |
| 1965 | Garip Bir İzdivaç                   | Zeynep Gökalp          |                          |
| 1965 | Veda Busesi                         | Türkan                 |                          |
| 1965 | Vahşi Gelin                         | Ayşegül                |                          |
| 1966 | Altın Küpeler                       | Aylin                  |                          |
| 1966 | Sana Layık Değilim                  | Türkan                 |                          |
| 1966 | Akşam Güneşi                        | Jülide                 |                          |
| 1966 | Çalıkuşu                            | Feride                 |                          |
| 1966 | Kenarın Dilberi                     | Şarkıcı                |                          |
| 1966 | Meleklerin İntikamı                 | Türkan, Peri           |                          |
| 1966 | Anaların Günahı                     |                        |                          |
| 1966 | Düğün Gecesi                        | Zeynep                 |                          |
| 1966 | Siyah Gül                           | Gül                    |                          |
| 1966 | Meyhanenin Gülü                     |                        |                          |
| 1966 | Karanfilli Kadın                    |                        |                          |
| 1966 | Günahkar Kadın                      |                        | Türkan                   |
| 1966 | Ferhat ile Şirin                    |                        |                          |
| 1966 | Eli Maşalı                          |                        |                          |
| 1966 | El Kızı                             |                        |                          |
| 1966 | Çamaşırcı Güzeli                    |                        |                          |
| 1967 | Bir Dağ Masalı                      | Lale                   |                          |
| 1967 | Bir Soförun Gizli Defteri           |                        |                          |
| 1967 | Ayrılsak da Beraberiz               | Fatma                  |                          |
| 1967 | Ağlayan Kadın                       | Şükran, Leyla          |                          |
| 1967 | Ana                                 | Döndü                  |                          |
| 1967 | Sinekli Bakkal                      | Rabia                  |                          |
| 1967 | Ölümsüz Kadın                       |                        |                          |
| 1967 | Kelepçeli Melek                     | Nevin Erdem            |                          |
| 1967 | Kara Duvaklı Gelin                  | Perihan                |                          |
| 1967 | Her Zaman Kalbimdesin               |                        |                          |
| 1967 | Tapılacak Kadın                     |                        |                          |
| 1968 | Kahveci Güzeli                      | Nermin                 |                          |
| 1968 | Vesikalı Yarim                      | Sabiha                 |                          |
| 1968 | Abbase Sultan                       | Abbase                 |                          |
| 1968 | Ayşem                               | Ayşe                   |                          |
| 1968 | Hapishane Gelini                    | Çengi Naciye           |                          |
| 1968 | Kadın Severse                       | Leyla                  |                          |
| 1968 | Dünyanın En Güzel Kadını            |                        |                          |
| 1968 | Aşk Eski Bir Yalan                  |                        |                          |
| 1968 | Artık Sevmeyeceğim                  | Nesrin, Leyla          |                          |
| 1968 | Ağla Gözlerim                       | Leyla, Hicran          |                          |
| 1968 | Kadın İntikamı                      |                        |                          |
| 1968 | Kadın Değil, Baş Belası             | Çengi Naciye           |                          |
| 1969 | Fosforlu Cevriyem                   | Fosforlu Cevriye Necla |                          |
| 1969 | Bana Derler Fosforlu                |                        |                          |
| 1969 | Aşk Mabudesi                        |                        |                          |
| 1969 | Buruk Acı                           |                        |                          |
| 1969 | Kölen Olayım                        | Azize                  |                          |
| 1969 | Sonbahar Rüzgarları                 |                        |                          |
| 1969 | Sana Dönmeyeceğim                   | Leyla Taner            |                          |
| 1969 | Seninle Ölmek İstiyorum             |                        |                          |
| 1969 | Ateşli Çingene                      |                        |                          |
| 1969 | Günah Bende mi?                     |                        |                          |
| 1970 | Bülbül Yuvası                       |                        |                          |
| 1970 | Buğulu Gözler                       |                        |                          |
| 1970 | Arım, Balım, Peteğim                |                        |                          |
| 1970 | Kara Gözlüm l                       | Azize                  |                          |
| 1970 | Hayatım Sana Feda                   |                        |                          |
| 1970 | Ağlayan Melek                       | Sabahat                |                          |
| 1970 | Tatlı Meleğim                       |                        |                          |
| 1970 | Mazi Kalbimde Yaradır               |                        |                          |
| 1970 | Birleşen Yollar                     |                        |                          |
| 1970 | Merhamet                            |                        |                          |
| 1970 | Herkesin Sevgilisi                  |                        |                          |
| 1970 | Mağrur Kadın                        |                        |                          |
| 1971 | Sevmek Ve Ölmek Zamanı              |                        |                          |
| 1971 | Gelin Çiçeği                        |                        |                          |
| 1971 | Ateş Parçası                        |                        |                          |
| 1971 | Melek Mi Şeytan Mı? / Asrın Kadını  |                        |                          |
| 1971 | Mavi Eşarp                          |                        |                          |
| 1971 | Unutulan Kadın                      |                        |                          |
| 1971 | Yedi Kocalı Hürmüz                  |                        |                          |
| 1971 | Güllü                               |                        |                          |
| 1971 | Bir Kadın Kayboldu                  |                        |                          |
| 1971 | Gülüm, Dalım, Çiçeğim               |                        |                          |
| 1971 | Bir Genç Kızın Romanı               |                        |                          |
| 1972 | Cemo                                |                        |                          |
| 1972 | Zulüm                               |                        |                          |
| 1972 | Dönüş                               |                        |                          |
| 1972 | Sisli Hatıralar                     |                        |                          |
| 1972 | Vukuat Var                          |                        |                          |
| 1972 | Çile                                |                        |                          |
| 1973 | Mahpus                              | Ümmühan                |                          |
| 1973 | Güllü Geliyor Güllü                 | Güllü Fındıkoğlu       |                          |
| 1973 | Azap                                |                        |                          |
| 1973 | Sultan Gelin                        |                        |                          |
| 1973 | Asiye Nasıl Kurtulur?               |                        |                          |
| 1973 | Yalancı / Çok Yalnızım              |                        |                          |
| 1973 | Namus Borcu                         |                        |                          |
| 1973 | Gazi Kadın / Nene Hatun             | Zeynep                 |                          |
| 1973 | Dert Bende                          |                        |                          |
| 1974 | Şenlik Var / Bal Kız                |                        |                          |
| 1974 | Yüreğimde Yare Var                  |                        |                          |
| 1974 | Çılgınlar                           |                        |                          |
| 1974 | Açlık                               |                        |                          |
| 1975 | Acele Koca Aranıyor                 |                        |                          |
| 1976 | Deprem                              |                        |                          |
| 1976 | Bodrum Hakimi                       |                        |                          |
| 1976 | Devlerin Aşkı                       |                        |                          |
| 1977 | Selvi Boylum, Al Yazmalım           | Asya                   |                          |
| 1977 | Baraj                               |                        |                          |
| 1977 | Dila Hanım                          |                        |                          |
| 1978 | Sultan                              |                        |                          |
| 1978 | Bir Aşk Masalı                      |                        |                          |
| 1978 | Cevriyem                            |                        |                          |
| 1978 | Ferhat ile Şirin                    |                        |                          |
| 1978 | Tatlı Nigar                         |                        |                          |
| 1979 | Aşk ve Nefret                       |                        |                          |
| 1979 | Hazal                               |                        |                          |
| 1979 | Küskün Çiçek                        |                        |                          |
| 1980 | Gurbetçiler                         |                        |                          |
| 1980 | Tabancamın Sapını Gülle Donatacağım |                        |                          |
| 1981 | Yılanı Öldürseler                   |                        |                          |
| 1982 | Mine                                |                        |                          |
| 1982 | Seni Kalbime Gömdüm                 |                        |                          |
| 1983 | Metres                              |                        |                          |
| 1983 | Seni Seviyorum                      |                        |                          |
| 1984 | Bir Sevgi İstiyorum                 |                        |                          |
| 1985 | Körebe                              |                        |                          |
| 1985 | Bir Kadın Bir Hayat                 |                        |                          |
| 1987 | Hayallerim, Aşkım Ve Sen            | Derya Altınay          |                          |
| 1987 | Gramofon Avrat                      | Cemile                 |                          |
| 1987 | On Kadın                            |                        |                          |
| 1987 | Rumuz Goncagül                      | Gülsün                 |                          |
| 1988 | Ada                                 |                        |                          |
| 1989 | Ölü Bir Deniz                       |                        |                          |
| 1990 | Berdel                              |                        |                          |
| 1990 | Soğuktu Ve Yağmur Çiseliyordu       |                        |                          |
| 1991 | Menekşe Koyu                        |                        |                          |
| 1993 | Şahmaran                            |                        |                          |
| 1993 | Tatlı Betüş                         |                        |                          |
| 1994 | Bir Aşk Uğruna                      |                        |                          |
| 1995 | Yer Çekimli Aşklar                  |                        |                          |
| 1996 | Gözlerinde Son Gece                 |                        |                          |
| 1997 | Nihavend Mucize                     |                        |                          |
| 1998 | İkinci Bahar                        | Hanım                  | Şener Şen & Türkan Şoray |
| 2001 | Tatlı Hayat                         |                        |                          |
| 2002 | Gönderilmemiş Mektuplar             |                        |                          |
| 2004 | Mürüvvetsiz Mürüvvet                |                        |                          |
| 2006 | Cemile                              |                        |                          |
| 2006 | Ayın Yıldızı                        | Karagümrüklü Karakız   |                          |
| 2006 | Aşk Beklemez                        |                        |                          |
| 2006 | Hayatımın Kadınısın                 |                        |                          |
| 2007 | Suna                                |                        |                          |
| 2008 | Vurgun                              |                        |                          |
| 2009 | Altın Kızlar                        |                        |                          |
| 2012 | Bir Zamanlar Osmanli: Kiyam         |                        |                          |

### Com a directora
Türkân Şoray ha dirigit cinc pel·lícules fins ara:
- Uzaklarda Arama - 2015
- Yılanı Öldürseler - 1981 (amb Şerif Gören)
- Bodrum Hakimi - 1976
- Azap - 1973
- Dönüş - 1972[12]

## Música
Şoray també té una petita carrera com cantant en turc. En 2015, va publicar una àlbum amb deu pistes anomenat Türkan Şoray Söylüyor (Türkan Şoray diu).